# San Andrés (paroisse civile)
Pour les articles homonymes, voir San Andres.
San Andrés est l'une des deux divisions territoriales et statistiques dont l'unique paroisse civile de la municipalité de Peña dans l'État d'Yaracuy au Venezuela. Sa capitale est Cambural.

## Géographie

### Démographie
Hormis sa capitale Cambural, la paroisse civile possède plusieurs localités :
- Cambural
- Cuesta Blanca
- Cujisal
- El Jagüey
- La Ensenada
- La Maporita
- Tacarigüita